# Liste des codes OACI des aéroports/N
Pour un article plus général, voir Liste des codes OACI des aéroports.
- A
- B
- C
- D
- E
- F
- G
- H
- I
- J
- K
- L
- M
- N
- O
- P
- Q
- R
- S
- T
- U
- V
- W
- X
- Y
- Z

Format des données :
- Code OACI (code AITA) – Nom de l'aérodrome – Ville desservie (département) – Altitude aérodrome – Nombre de pistes (remarques)

## NF -Fidji-Tonga
- NKNK : Lakeba, Fidji
- NFFN : Aéroport international de Nadi, Fidji
- NFTE : Aéroport d'Eua, Tonga
- NFTF : Aéroport international Fuaʻamotu, Tonga

## NG -Kiribati
- NGAB (ABF) –  Aéroport d'Abaiang – Abaiang – 3  m alt – 1 piste
- NGUK (AAK) –  Aéroport d'Aranuka – Buariki – 2  m alt – 1 piste

## NI -Niue
- NIUE : Aéroport international de Niue

## NL -Wallis-et-Futuna
Voir aussi Liste des aérodromes français (triée par département)
ou Liste des codes OACI des aéroports français (triée par code OACI pour la France y compris outre-mer)
ou Catégorie:Aéroport français
- NLWF (FUT) –  Aérodrome de Pointe Vele  – Futuna (986) – 6  m alt – 1 piste
- NLWW (WLS) –  Aérodrome de Hihifo  – Wallis (986) – 24  m alt – 1 piste

## NS -Samoa américaines
- NSAS : Aéroport d'Ofu, Samoa américaines

## NT -Polynésie française
Voir aussi Liste des aérodromes français (triée par département)
ou Liste des codes OACI des aéroports français (triée par code OACI pour la France y compris outre-mer)
ou Catégorie:Aéroport français
- Archipel de la Société
  -  NTAA (PPT) – Aéroport international Tahiti Faa'a  –  Papeete  – 5 ft alt   – 1 piste (04/22)
  - NTTB (BOB) :  Aéroport de Bora Bora (Aéroport de Motu Mute); Bora-Bora; 11 ft alt – 1 piste
  -  NTTH (HUH) –  Aérodrome de Fare – Huahiné – 7 ft alt – 1 piste
  -  NTTP (MAU) –  Aérodrome de Maupiti – Maupiti – 15 ft alt – 1 piste
  -  NTTM (MOZ) –  Aéroport de Moorea Temae – Moorea – 9 ft alt – 1 piste
  -  NTTR (RFP) –  Aéroport de Raiatea – Île Raiatea – 3 ft alt – 1 piste
  -  NTTE (TTI) –  Aérodrome de Tetiaroa – Atoll Tetiaroa – 7 ft alt – 1 piste

- Archipel des Tuamotu
  -  NTHE (AHE) –  Aérodrome d'Ahe – Atoll de Ahe – 11 ft alt – 1 piste
  -  NTGA (AAA) –  Aérodrome d'Anaa – Île Anaa – 10 ft alt – 1 piste
  -  NTGD (APK) –  Aérodrome d'Apataki – Apataki – 8 ft alt – 1 piste
  -  NTKK (RKA) –  Aérodrome d'Aratika Nord – Aratika – 10 ft alt – 1 piste
  -  NTGR –  Aérodrome d'Aratika Perles – Aratika – 7 ft alt – 1 piste
  -  NTGU (AGR) –  Aérodrome d'Arutua – Arutua – 9 ft alt – 1 piste
  -  NTKF (FAC) –  Aérodrome de Faaite – Île de Faaite – 7 ft alt – 1 piste
  -  NTKH (FHZ) –  Aérodrome de Fakahina – Fakahina – 3 ft alt – 1 piste
  -  NTGF (FAV) –  Aérodrome de Fakarava – Fakarava – 16 ft alt – 1 piste
  -  NTGB (FGU) –  Aérodrome de Fangatau – Fangatau – 9 ft alt – 1 piste
  -  NTTO (HOI) –  Aérodrome de Hao – Hao – 10 ft alt – 1 piste
  -  NTGH (HHZ) –  Aérodrome de Hikueru – Hikueru – 5 ft alt – 1 piste
  -  NTKT (KXU) –  Aérodrome de Katiu – Katiu – 12 ft alt – 1 piste
  -  NTKA (KHZ) –  Aérodrome de Kauehi - Kauehi – 13 ft alt – 1 piste
  -  NTGK (KKR) –  Aérodrome de Kaukura – Kaukura – 11 ft alt – 1 piste
  -  NTGM (MKP) –  Aérodrome de Makemo – Makemo – 3 ft alt – 1 piste
  -  NTGI (XMH) –  Aérodrome de Manihi – Manihi – 14 ft alt – 1 piste
  -  NTGV (MVT) –  Aérodrome de Mataiva – Mataiva – 11 ft alt – 1 piste
  -  NTGN (NAU) –  Aérodrome de Napuka – Île Napuka – 7 ft alt – 1 piste
  -  NTKN –  Aérodrome de Niau – Niau – 20 ft alt – 1 piste
  -  NTGW (NUK) –  Aérodrome de Nukutavake – Île Nukutavake – 23 ft alt – 1 piste
  -  NTGP (PKP) –  Puka Puka – Atoll Puka Puka – 5 ft alt – 1 piste
  -  NTGQ (PUK) –  Aérodrome de Pukarua – Pukarua – 6 ft alt – 1 piste
  -  NTTG (RGI) –  Rangiroa – Atoll de Rangiroa – 10 ft alt – 1 piste
  -  NTGE (REA) –  Aérodrome de Reao – Reao – 12 ft alt – 1 piste
  -  NTGT (TKP) –  Aérodrome de Takapoto – Takapoto – 12 ft alt – 1 piste
  -  NTKR (TKX) –  Aérodrome de Takaroa – Takaroa – 13 ft alt – 1 piste
  -  NTKM –  Aérodrome de Takume – Atoll de Takume – 7 ft alt – 1 piste
  -  NTGO (TKV) –  Aérodrome de Tatakoto – Île Tatakoto – 12 ft alt – 1 piste
  -  NTGC (TIH) –  Aérodrome de Tikehau – Tikehau – 6 ft alt – 1 piste
  -  NTGY –  Aérodrome de Tureia – Tureia – 18 ft alt – 1 piste
  -  NTUV (VHZ) –  Aérodrome de Vahitahi – Vahitahi – 9 ft alt – 1 piste

- Archipel des Marquises
  -  NTMD (NHV) –  Aérodrome de Nuku Hiva – Nuku Hiva – 120 ft alt – 1 piste
  -  NTMN (HIX) –  Aérodrome de Hiva Oa – Hiva Oa – 1481 ft alt – 1 piste – usage restreint
  -  NTMU (UAH) –  Aérodrome de Ua Huka – Ua Huka – 173 ft alt – 1 piste – usage restreint
  -  NTMP (UAP) –  Aérodrome de Ua Pou – Ua Pou – 115 ft alt – 1 piste – usage restreint

- Archipel des Australes
  -  NTAV (RVV) –  Aérodrome de Raivavae – Raivavae – 7 ft alt – 1 piste
  -  NTAM –  Aérodrome de Rimatara – Rimatara – 50 ft alt – 1 piste
  -  NTAR (RUR) –  Aérodrome de Rurutu – Rurutu – 18 ft alt – 1 piste
  -  NTAT (TUB) –  Aérodrome de Tubuai – Île Tubuai – 7 ft alt – 1 piste

- Archipel des Gambier
  -  NTGJ (GMR) – Aérodrome de Totegegie – Totegegie – 7 ft alt – 1 piste

## NV -Vanuatu
- VLI NVVV : Aéroport International de Bauerfield

## NW -Nouvelle-Calédonie
Voir aussi Liste des aérodromes français (triée par département)
ou Liste des codes OACI des aéroports français (triée par code OACI pour la France y compris outre-mer)
ou Catégorie:Aéroport français
- NWWA (TGJ) –  Aérodrome de Tiga  – Tiga (988) – 39  m alt – 1 piste
- NWWB –  Aérodrome de Poé  – Bourail (988) – 2  m alt – 1 piste
- NWWC (BMY) –  Aérodrome de Waala  – Île Art (988) – 93  m alt – 1 piste (usage restreint)
- NWWD (KNQ) –  Aérodrome de Koné  – Koné (988) – 7  m alt – 1 piste
- NWWE (ILP) –  Aérodrome de Moué  – Île des Pins (988) – 97  m alt – 1 piste
- NWWK (KOC) –  Aérodrome de Koumac  – Koumac (988) – 13  m alt – 1 piste
- NWWL (LIF) –  Aérodrome de Lifou Wanaham  – Lifou (988) – 28  m alt – 1 piste
- NWWM (GEA) –  Aérodrome de Nouméa Magenta  – Nouméa (988) – 3  m alt – 1 piste
- NWWP (PUV) –  Aérodrome de Poum Malabou  – Poum (988) – 2  m alt – 1 piste
- NWWR (MEE) –  Aérodrome de Maré La Roche  – Maré (988) – 42  m alt – 1 piste
- NWWT –  Aérodrome de La Foa Oua Tom  – La Foa (988) – 30  m alt – 1 piste
- NWWU (TOU) –  Aérodrome de Touho  – Touho (988) – 3  m alt – 1 piste
- NWWV (UVE) –  Aérodrome de Ouvéa Ouloup  – Ouvéa (988) – 7  m alt – 1 piste
- NWWW (NOU) –  Aéroport international Nouméa La Tontouta  – Nouméa (988) – 16  m alt – 1 piste (mixte)
- NWWX –  Aérodrome de Canala  – Canala (988) – 2  m alt – 1 piste

## NZ -Nouvelle-Zélande
- NZAA : Aéroport international d'Auckland, Nouvelle-Zélande,
- NZCH : Aéroport international de Christchurch
- NZWB : Woodbourne Airport aéroport de Blenheim,